# Вукашин Мићуновић
Вукашин Мићуновић (Велестово, код Цетиња, 10. децембар 1919 — Београд, 15. децембар 2005) био је књижевник, учесник Народноослободилачке борбе и друштвено-политички радник СФР Југославије и СР Црне Горе.

## Биографија
Рођен је 10. децембра 1919. у Велестову, код Цетиња. Рано је остао без родитеља. Гимназију је учио на Цетињу, где се, заједно са старијим братом Вељком, укључио у омладински револуционарни покрет. У чланство Савеза комунистичке омладине Југославије (СКОЈ) примљен је 1934, а у чланство Комунистичке партије Југославије (КПЈ) 1939. године. После завршетка гимназије, студирао је филозофију у Београду. Током студија је активно учествовао у студентском револуционарном покрету.
После окупације Краљевине Југославије, априла 1941. године, вратио се у родни крај, где је био један од организатора Тринаестојулског устанка у цетињском крају. У току рата је обављао разне војне и политичке дужности: секретар Окружног комитета СКОЈ-а и члан Окружног комитета КПЈ за Цетиње; руководилац Политичког одељења (Политодјела) Десете херцеговачке удране бригаде и 29. херцеговачке дивизије и политички комесар 29. дивизије.
После ослобођења Југославије, 1945. године, завршио је Вишу војну академију ЈНА и потом је обављао разне одговорне дужности у Југословенској народној армији (ЈНА) — био је помоћник начелника Главне политичке управе ЈА и политички комесар Југословенске ратне морнарице (ЈРМ). Потом је демобилисан и у чину генерал-мајора ЈНА произведен у резерву 1957. године.
После изласка из војске, обављао је разне друштвено-политичке дужности — био је секретар идеолошке Комисије Централног комитета Савеза комуниста Југославије, директор новинско-издавачког предузећа „Борба“, председник Савета за образовање и културу Савезног извршног већа (СИВ) и др. Био је члан Централног комитета Савеза комуниста Црне Горе и Савезног одбора Социјалистичког савеза радног народа Југославије (ССРНЈ). На Тринаестом конгресу СКЈ 1986. изабран је за члана Централног комитета СКЈ, али је поднео оставку на чланство у Централном комитету, октобра 1989, након смене црногорског руководства, у антибирократској револуцији. Више пута је биран за народног посланика Савезне скупштине СФРЈ.
Његов брат Вељко, који је такође био учесник Народноослободилачке борбе и друштвено-политички радник проглашен је за народног хероја Југославије.
Умро је 15. децембра 2005. у Београду.
Још као средњошколац, почео се бавити публицистиком и књижевним радом. Прве радове објавио је у београдској „Зори“ и вршачком „Новом средњошколцу“. Објавио је романе: Ствари, Цетиње 1956; Око у око, Београд 1959; Година у ноћи, Загреб 1963; Претпоследњи, Београд 1969; На дами медаљон Београд, 1971. и Боловања, Београд 1976; затим студију Између културе и рада, Београд 1972. године. Његова прозна дела су превођена на немачки, италијански и мађарски језик.
Аутор је сценарија за филмове: Од монархије до републике и Четрдесет година борбе.
За свој књижевни рад 1977. године је награђен Тринаестојулском наградом.
Носилац је Партизанске споменице 1941. и других југословенских одликовања, међу којима су — Орден ратне заставе, Орден партизанске звезде са златним венцем, Орден Републике са златним венцем, Орден заслуга за народ са златном звездом, Орден братства и јединства са златним венцем, Орден рада са црвеном заставом, Орден за храброст и Орден за војне заслуге са златним мачевима.